# Marielle Franco
Marielle Francisco da Silva, mer känd som Marielle Franco, född 27 juli 1979 i Rio de Janeiro, död 14 mars 2018 i Rio de Janeiro, var en brasiliansk politiker och människorättsaktivist. Hon tjänstgjorde som medlem i Rio de Janeiros beslutande församling för Partiet Socialism och Frihet (PSOL) från januari 2017 fram till sin död i mars 2018.

## Biografi
Franco bodde och växte upp i Maré, ett fattigt favela-område i Rio de Janeiro. Som lesbisk, svart kvinna som engagerade sig feministiskt och antirasistiskt stack Franco ut som politiker och hon sågs som en symbol för progressiv politik i Rio de Janeiro. Franco kritiserade ofta polisvåld och motsatte sig regeringens beslut i mars 2018 att sätta in armén i Rio.
Den 14 mars 2018 dödades Franco i ett attentat. Två framstående politiker och Rio de Janeiros tidigare polischef har arresterats för mordet.

## Eftermäle
Efter sin död blev Franco en symbol för Svarta rörelsen i Brasilien, svart feminism och HBTQ-rörelsen med slagordet "Marielle, närvarande! (portugisiska: Marielle, presente!).